# Вальенилья, Луис
Луис Хосе Вальенилья Пачеко (исп. Luis José Vallenilla Pacheco; род. 13 марта 1974, Каракас, Венесуэла) — венесуэльский футболист, игравший на позиции защитника. Выступал за сборную Венесуэлы.

## Игровая карьера
Луис Вальенилья начинал профессиональную карьеру футболиста в команде «Трухильянос» в 1994 году. В 1998 году он перешёл в «Каракас», вместе с которым трижды становился чемпионом Венесуэлы в начале 2000-х годов. Летом 2004 года он перебрался в аргентинский «Олимпо», отыграв 11 матчей и забив 1 гол в Апертуре 2004.
В сезоне 2007/08 Вальенилья перебрался в Европу, где выступал за аутсайдера кипрского Первого дивизиона, команду «Неа Саламина». Летом 2008 года вернулся в Венесуэлу, став футболистом клуба «Минерос Гуаяна», за который играл до конца карьеры.

## Карьера в сборной
27 марта 1996 года Луис Вальенилья дебютировал за сборную Венесуэлы, в гостевом товарищеском матче против сборной Гватемалы, закончившемся разгромом венесуэльцев со счётом 0:3. Луис Вальенилья выступал за национальную команду на трёх Кубках Америки: 1997, 2001 и 2004 годов. Всего в составе сборной сыграл 75 матчей (голов не забивал), а также один матч не признаваемый ФИФА.
13 января 2002 года Вальенилья забил свой первый и единственный гол за сборную Венесуэлы, принесший ничью (1:1) в неофициальной игре с молодёжной сборной Камеруна. Федерация футбола Венесуэлы засчитывает этот матч в официальную статистику, также как и один неофициальный матч в 2007 году, таким образом по версии национальной федерации Вальенилья сыграл 77 матчей и забил один гол.

## Достижения

### В качестве игрока
«Каракас»
- Чемпион Венесуэлы (3): 2000/01, 2002/03, 2003/04

 «Минерос Гуаяна»
- Обладатель Кубка Венесуэлы (1): 2011